# هارولد ويلر
هارولد ويلر (بالإنجليزية: Harold Wheeler)‏ هو موزع وملحن ومنتج أسطوانات أمريكي، ولد في 14 يوليو 1943 في سانت لويس في الولايات المتحدة.

## وصلات خارجية
- هارولد ويلر على موقع IMDb (الإنجليزية)
- هارولد ويلر على موقع ميوزك برينز (الإنجليزية)
- هارولد ويلر على موقع قاعدة بيانات برودواي على الإنترنت (الإنجليزية)
- هارولد ويلر على موقع أول ميوزيك (الإنجليزية)
- هارولد ويلر على موقع ديسكوغز (الإنجليزية)
- هارولد ويلر على موقع قاعدة بيانات الفيلم (الإنجليزية)